# Heinrichiessa brunnella
Heinrichiessa brunnella är en fjärilsart som beskrevs av Herbert H. Neunzig och Dow 1993. Heinrichiessa brunnella ingår i släktet Heinrichiessa och familjen mott. Inga underarter finns listade i Catalogue of Life.